# پیل‌های خورشیدی: از اصول ساده تا سیستم‌های پیشرفته
پیل‌های خورشیدی: از اصول ساده تا سیستم‌های پیشرفته کتابی از چنمینگ هو و ریچارد ام. وایت با ترجمهٔ احمد سیدی نوقابی است که در سال ۱۳۶۹ منتشر و در مراسم کتاب سال جمهوری اسلامی ایران به‌عنوان کتاب شایسته تقدیر معرفی شد.